# 约瑟夫·奥尔特
约瑟夫·奥尔特（捷克語：Josef Orth，1914年5月20日—？），捷克男子足球运动员，司职后卫。他曾代表捷克斯洛伐克国家队参加1938年国际足联世界杯，结果队伍止步八强。